# Piz Sesvenna
Il Piz Sesvenna (3 204 m s.l.m.) è una montagna delle Alpi Retiche occidentali (sottosezione Alpi della Val Müstair).

## Descrizione

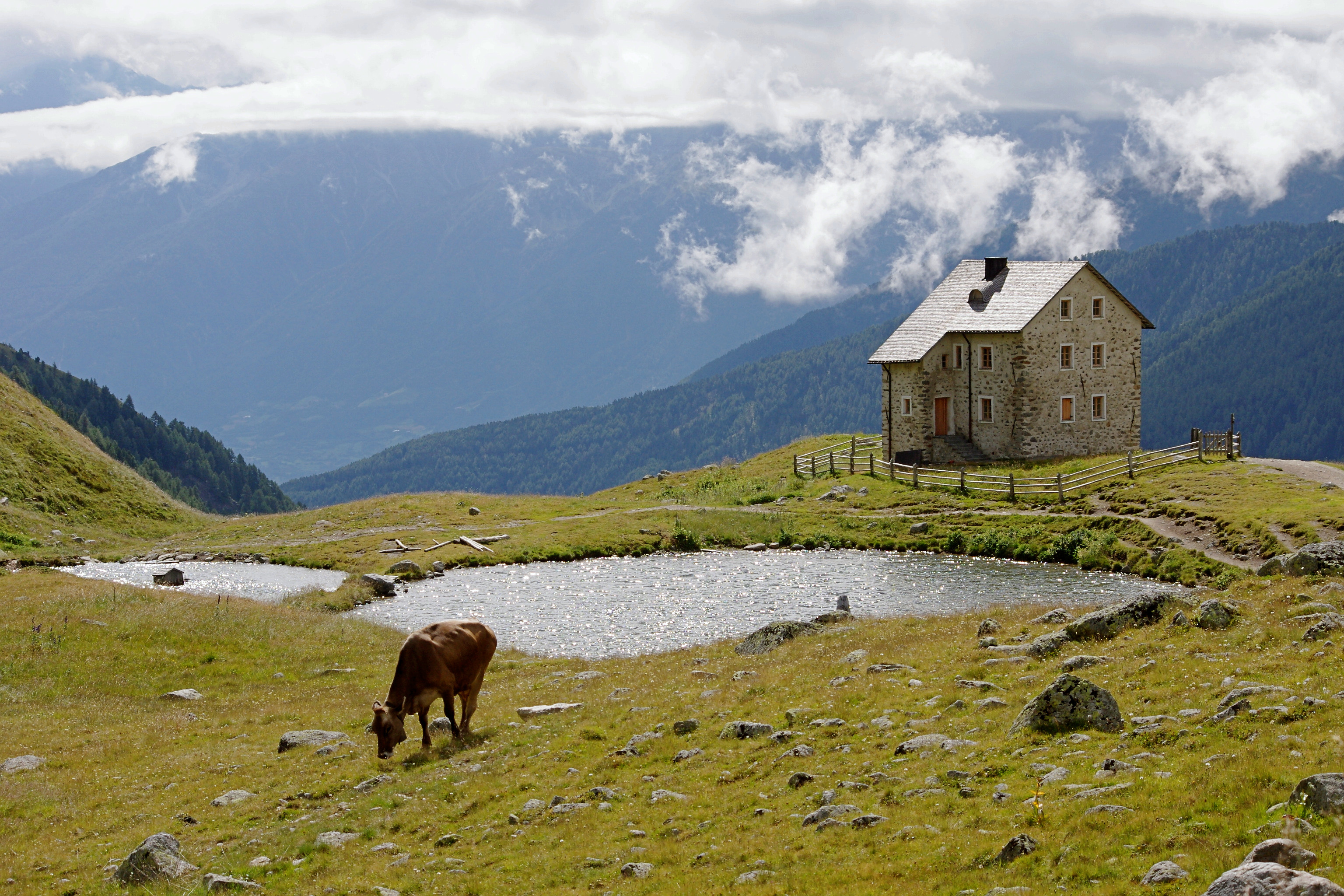
Il laghetto nei pressi del Rifugio Sesvenna.

È la montagna più alta della sottosezione. È situata in Svizzera (Canton Grigioni) nei pressi del confine con l'Italia. Dal versante italiano è possibile scalare la vetta partendo da Malles Venosta e passando dal Rifugio Sesvenna.